# Leland John Haworth
Leland John Haworth (* 11. Juli 1904 in Flint, Michigan; † 5. März 1979 in Port Jefferson, New York) war ein US-amerikanischer Physiker, Direktor der National Science Foundation und des Brookhaven National Laboratory sowie Präsident der American Nuclear Society.

## Leben
Haworth studierte bis 1926 an der Indiana University Bloomington, war anschließend Lehrer an einer High School in Indianapolis  und wurde 1931 an der University of Wisconsin–Madison mit der Arbeit Secondary Electrons from Very Clean Metals Surfaces when Bombarded with Primary Electrons promoviert.  Von 1930 bis 1937 hatte er an der University of Wisconsin eine Anstellung als Instructor of Physics. Von 1937 bis 1938 war er Fellow am Massachusetts Institute of Technology (MIT). 1938 wechselte er an die University of Illinois at Urbana-Champaign, wo er 1944 ordentlicher Professor (Full Professor) wurde. Während des Zweiten Weltkrieges war er ab 1941 am MIT Radiation Laboratory an militärischen Forschungs- und Entwicklungsprojekten beteiligt.
1947 wurde er zunächst Assistant Director des Brookhaven National Laboratory (BNL). Von 1948 bis 1961 war er Direktor des BNL. Während seiner Tätigkeit als Direktor initiierte er den Entwurf und Bau verschiedener Teilchenbeschleuniger (darunter das Cosmotron) und Forschungsreaktoren. Von 1955 bis 1960 gehörte er dem Board of Directors der American Nuclear Society (ANS) an, von 1957 bis 1958 war er Präsident der ANS.
1961 wurde er vom US-Präsidenten John F. Kennedy in die Atomic Energy Commission berufen. Als Nachfolger von Alan T. Waterman wurde er am 1. Juli 1963 Direktor der National Science Foundation (NSF). In dieser Position förderte er verschiedene Projekte wie das Project Mohole und die Planung des Teleskops Very Large Array. Er war bis 1969 Direktor der NSF. Nach 1969 war er vor allem für die Non-Profit-Organisation Associated Universities, Inc. tätig.
Haworth  erhielt zahlreiche Auszeichnungen und Ehrungen. 1938 wurde er Fellow der American Physical Society und 1976 der American Association for the Advancement of Science.
1965 wurde er zum Mitglied der American Philosophical Society, der American Academy of Arts and Sciences und der National Academy of Sciences gewählt. Er war Ehrendoktor mehrerer Universitäten (Indiana, Illinois, Wisconsin, Columbia University, Bucknell University).
Der Asteroid (1824) Haworth wurde nach ihm benannt.